# شیرلی میدوز (کالیفرنیا)
شیرلی میدوز (به انگلیسی: Shirley Meadows) یک منطقهٔ مسکونی در ایالات متحده آمریکا است که در شهرستان کرن، کالیفرنیا واقع شده‌است. شیرلی میدوز ۱٬۹۹۷ متر بالاتر از سطح دریا واقع شده‌است.